# Championnat de Bulgarie de football 1949
Navigation
Saison précédente Saison suivante
La saison 1949 du Championnat de Bulgarie de football était la 25e édition du championnat de première division en Bulgarie. Les dix meilleurs clubs du pays sont regroupés au sein d'une poule unique où ils s'affrontent deux fois au cours de la saison, à domicile et à l'extérieur. À la fin de la saison, le dernier du classement est directement relégué tandis que les 7e, 8e et 9e disputent un barrage de promotion-relégation face aux 2e, 3e et 4e de deuxième division.
C'est le PFK Levski Sofia qui remporte le titre en terminant invaincu en tête du classement final du championnat, avec 9 points d'avance sur le tenant du titre, le CDNA Sofia (ex-Septemvri pri CDV Sofia). C'est le 6e titre de champion de Bulgarie de l'histoire du Levski, qui réussit un bnouveau doublé en battant le CDNA Sofia en finale de la Coupe de Bulgarie.

## Les clubs participants
Le changement de formule (passage de la coupe au championnat) de la compétition a obligé la fédération à sélectionner les équipes prenant part à cette édition. Il est donc décidé que la moitié des équipes engagées (5 sur 10) viennent de Sofia, il s'agit du CDNA Sofia, du Levski, du Spartak, du Lokomotiv et Slavia. Les 5 autres places sont données aux vainqueurs des compétitions régionales : Benkovski Vidin, Marek Dupnitsa, TVP Varna, Slavia Plovdiv et Lyubislav Burgas.
| - Lokomotiv Sofia - PFK Levski Sofia - Benkovski Vidin - FK Spartak Sofia - Marek Dupnitsa | - Botev Varna (anciennement TVP Varna) - CDNA Sofia - Botev Burgas (anciennement Lyubislav Burgas) - PFC Slavia Sofia - Slavia Plovdiv |

## Compétition

### Classement
Le barème utilisé pour établir le classement est le suivant :
- Victoire : 2 points
- Match nul : 1 point
- Défaite, abandon ou forfait : 0 point

| Rang | Équipe             | Pts | J  | G  | N  | P  | Bp | Bc | Diff |
| ---- | ------------------ | --- | -- | -- | -- | -- | -- | -- | ---- |
| 1    | PFK Levski Sofia C | 33  | 18 | 15 | 3  | 0  | 44 | 8  | +36  |
| 2    | CDNA Sofia T       | 24  | 18 | 10 | 4  | 4  | 28 | 15 | +13  |
| 3    | Lokomotiv Sofia    | 21  | 18 | 8  | 5  | 5  | 25 | 17 | +8   |
| 4    | PFC Slavia Sofia   | 21  | 18 | 9  | 3  | 6  | 43 | 43 | 0    |
| 5    | FK Spartak Sofia   | 21  | 18 | 8  | 5  | 5  | 23 | 18 | +5   |
| 6    | Botev Varna        | 21  | 18 | 9  | 3  | 6  | 30 | 25 | +5   |
| 7    | Slavia Plovdiv     | 16  | 18 | 4  | 8  | 6  | 16 | 21 | -5   |
| 8    | Marek Dupnitsa     | 8   | 18 | 2  | 4  | 12 | 16 | 42 | -26  |
| 9    | Benkovski Vidin    | 8   | 18 | 2  | 4  | 12 | 13 | 35 | -22  |
| 10   | Botev Burgas       | 12  | 22 | 1  | 10 | 11 | 17 | 42 | -25  |

|  | Champion de Bulgarie 1949                             |
|  | Participation au barrage de promotion-relégation      |
|  | Relégation directe en Ykkonen                         |
|  | T Tenant du titre C Vainqueur de la Coupe de Bulgarie |

### Matchs

#### Barrages de promotion-relégations
| Équipe 1                | Résultat | Équipe 2           | Aller | Retour | Appui |
| ----------------------- | -------- | ------------------ | ----- | ------ | ----- |
| Rosstroy Pavlikeni (D2) | 4 - 6    | Slavia Plovdiv     | 2 - 2 | 2 - 4  | -     |
| Benkovski Vidin         | 1 - 3    | Botev Plovdiv (D2) | 1 - 3 | 0 - 0  | -     |
| Septemvri Sofia (D2)    | 2 - 3    | Marek Dupnitsa     | 2 - 0 | 0 - 2  | 0 - 1 |

## Bilan de la saison
| Championnat de Bulgarie de football 1949 |                             |
| Champion                                 | PFK Levski Sofia (6e titre) |
| Coupes et trophées                       |                             |
| Vainqueur de la Coupe de Bulgarie 1949   | PFK Levski Sofia            |
| Promotions et relégations                |                             |
| Promus en A PFL                          | Septemvri Pleven            |
| Promus en A PFL                          | Botev Plovdiv               |
| Relégués en B PFL                        | Benkovski Vidin             |
| Relégués en B PFL                        | Botev Burgas                |